# Casteil
Casteil (catalansk: Castell de Vernet) er en by og kommune i departementet Pyrénées-Orientales i Sydfrankrig.

## Geografi
Casteil ligger 58 km sydvest for Perpignan. Nærmeste by er mod nord Vernet-les-Bains (3 km).

## Demografi

### Udvikling i folketal
| 1962                                                              | 1968 | 1975 | 1982 | 1990 | 1999 | 2007 | 2013 | 2017 |
| ----------------------------------------------------------------- | ---- | ---- | ---- | ---- | ---- | ---- | ---- | ---- |
| 76                                                                | 59   | 50   | 52   | 102  | 130  | 125  | 134  | 136  |
| Tal fra og med 1962 er uden dobbelttælling (sans doubles comptes) |      |      |      |      |      |      |      |      |